# خريطة رقن

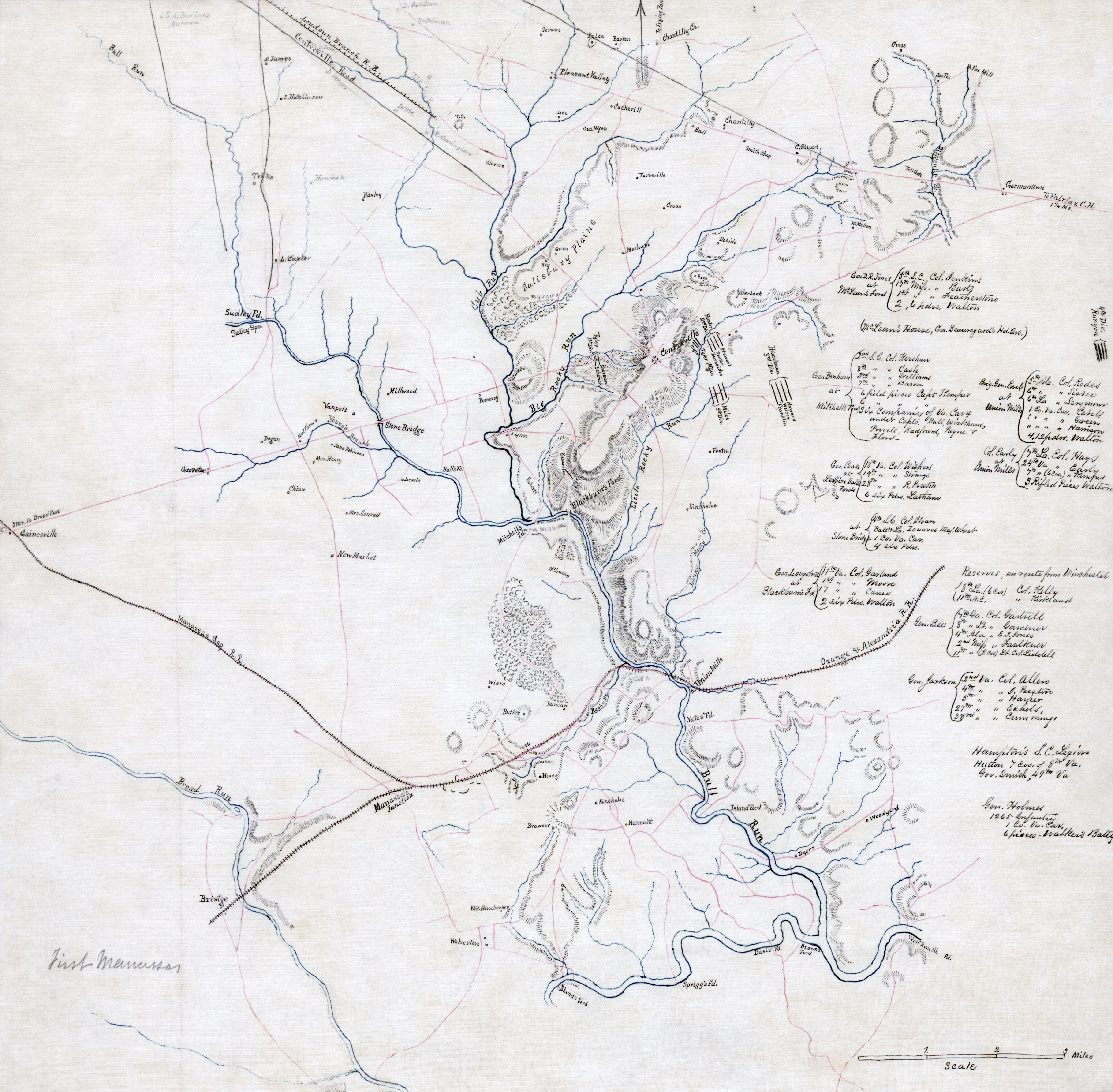
خريطة موقف الولايات المتحدة لمعركة مَناساس الأولى من الحرب الأهلية الأمريكية. يتضمن بعض مواقع القوات وقوائم الأفواج الاتحادية مع أسماء قادتهم. التضاريس تظهر بواسطة التظليل. مقياس [1:63،360].

الرقن هي طريقة قديمة لإظهار التضاريس. إنها تظهر اتجاه المنحدر وبسمكها وكثافتها الإجمالية فإنها تعطي إحساسًا عامًا بالانحدار. وهي أقل فائدة للمسح العلمي من الخطوط الكنتورية نظرًا لأنها غير رقمية، ولكن يمكنها توصيل أشكال محددة تمامًا من التضاريس بنجاح. وهي شكل من أشكال التظليل مع أنها تختلف عن تلك المستخدمة في الخرائط المظللة.